# Антоніо Абетті
Антоніо Абетті (італ. Antonio Abetti; нар. 19 червня 1846 — пом. 20 лютого 1928) — італійський астроном, член Національної академії деї Лінчеї.

## Біографічні відомості
Родився в П'єтро-ді-Горіція. Закінчив Падуанський університет в 1867, отримав диплом інженера. Проте вже наступного року залишив роботу інженера, щоб присвятити себе астрономії. У 1868—1893 працював в обсерваторії Падуанського університету. З 1894 — директор обсерваторії Арчетрі (поблизу Флоренції) і професор астрономії Флорентійського університету. Здійснив реконструкцію обсерваторії Арчетрі. Пішовши у відставку в 1921, продовжував астрономічні дослідження.
Основні наукові роботи належать до позиційної астрономії. Виконав численні визначення положень малих планет, комет, зірок; займався обчисленнями орбіт комет. У складі італійської експедиції в Індії вперше спостерігав (1874) за допомогою спектроскопа проходження Венери по диску Сонця. Провів низку досліджень з метою підвищення точності позиційних спостережень і їхньої обробки.
Син Антоніо Абетті, Джорджо, продовжив діло батька і теж став відомим астрономом. Кратер Абетті на Місяці та астероїд названі на честь і Антоніо, і його сина Джорджо.